# Karlssons Mekaniska Verkstad

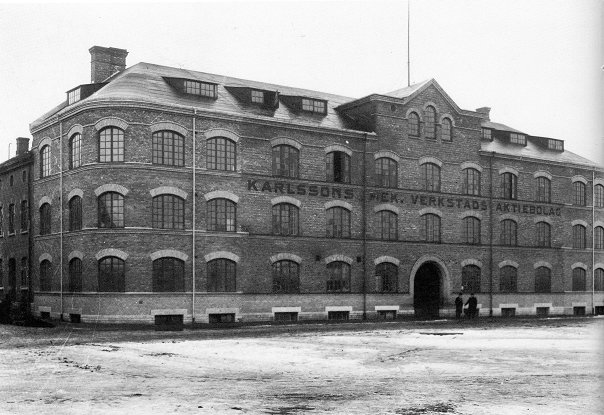
Karlssons Mekaniska Verkstad, byggnaden nedbrunnen 1937.

Karlssons Mekaniska Verkstads Aktiebolag var ett industriföretag som var verksamt i Skövde under åren 1901–1921.
Karlssons Mekaniska Verkstads AB startades 1901 med enligt uppgift tre anställda. År 1914 hade företaget expanderat betydligt och hade då 200 arbetare, ett dotterbolag i Moss, Norge, och ett aktiekapital på 250 000 kronor. På Baltiska utställningen i Malmö samma år ställde företaget ut cyklar, motorcyklar, sadlar, väskor och andra cykeldelar samt råolje- och bensinmotorer (2–20 hk, stationära och båtmotorer).
Verkstaden var belägen vid Mörkegatan i centrala Skövde och 1917 inköptes länderiet Kanikeruder på Östermalm (i samma stad), där man uppförde ett järnsmälteri och valsverk för tillverkning av plåt och specialfjädrar och senare även ett garveri. År 1920 var Karlssons Mekaniska Verkstad Skövdes största industri med 300 anställda, men redan 1921 gick företaget i konkurs och lades ned. Företaget använde varumärkena Eolus, Gladiator och Record .  

## Motorcykeln Gladiator
Motorcykeln Gladiator producerades under åren 1912–1919. Det mesta tillverkade man själva medan motorerna av märket STAS köptes från motorfabriken ”Fritz Moser ST. Aubin Suisse”. Motoralternativen var huvudsakligen encylindrig eller tvåcylindrig V-motor. Troligen inköptes även den cylinderformade bränsletanken med oljebehållaren i främre delen. Bakhjulsnavet var Rapid transportnav av Husqvarnas tillverkning.
1913 kom en speciell ram med tjockare ramrör som i sig innehöll bensin och oljetank, troligen inspirerat av det amerikanska  MC-märket Pierce. Det finns fyra kända exemplar bevarade: två encylindriga och en tvåcylindrig med den ursprungliga ramen samt en encylindrig med den tjockare ramen.